# Erwin Schneider (Fußballspieler, 1918)
Erwin Schneider (* 1. Juni 1918; † nach 1962) war ein deutscher Fußballspieler. Der rechte Verteidiger absolvierte von 1947 bis 1955 in der damals erstklassigen Oberliga West für die Vereine VfL Bochum (54) und VfL Witten (15) insgesamt 69 Ligaspiele. Mit 138 Spielen (4 Tore) ist Schneider der Spieler mit den meisten Spielen in der 2. Oberliga West für den VfL Bochum.

## Laufbahn
Der gelernte Schreiner Erwin Schneider, der um ihn von seinen Brüdern Siegfried „Pic“ Schneider (Schneider I) und Günter Schneider (Schneider III) zu unterscheiden in zeitgenössischen Zeitungsartikeln Schneider II genannt wird, begann seine Karriere bei Germania Bochum in der Gauliga Westfalen. Mit der Germania spielte Schneider zum Ende der Spielrunde 1936/37 im Tschammerpokal 1937.  Nach einem 6:5-Sieg über den VfR Köln 04 rrh. kam das Aus in der zweiten Runde nach einer 0:3-Niederlage beim Berliner SV 92. Schneider bildete in beiden Pokalspielen zusammen mit August Trawny die Bochumer Verteidigung. In der Gauliga Saison 1938/39, nach der Fusion des Turnverein 1848, des TuS Bochum 08 und der Germania zum VfL Bochum, gehörte Schneider zu den elf Spielern die unter Trainer Georg Hochgesang das erste Ligaspiel des VfL bei Borussia Dortmund bestritten:
Lasarski — Schneider II, Trawny — Pfeifer, Andreas, Chlupka — Gockel, Mika, Philipp, Rudzinski, Ananias
Nach dem Zweiten Weltkrieg wechselte Schneider zum VfL Witten, wo er in der Saison 1947/48 in der Oberliga West spielte. Das erste Oberliga-Spiel absolvierte Schneider auswärts am 16. November 1947 beim FC Schalke 04. Witten und Schalke trennten sich nach Toren von Dieter Attern und Otto Tibulski (per Elfmeter) mit 1:1. Nach zwei Jahren in Witten kehrte Erwin Schneider zum VfL Bochum zurück. Mit Bochum wurde Schneider in der Saison 1952/53 Meister der 2. Oberliga West und stieg in die Oberliga auf. Ernst Koch hatte die Bochumer am 26. April 1953 beim 7:2-Sieg im Nachholspiel beim VfB Marathon Remscheid mit fünf Toren in die Oberliga geschossen.
Nach der Saison 1954/55 musste der VfL nach nur sechs Heimsiegen zusammen mit dem Meidericher SV den Abstieg in die zweite Liga antreten. Die Saison 1955/56 beendete Bochum als Tabellenerster vor dem MSV. Im entscheidenden Spiel am 6. Mai 1956 im heimischen Stadion gegen den STV Horst-Emscher verletzte sich der gegnerische Torwart Helmut Traska bereits in der fünften Spielminute und Mittelfeldspieler Heinz Grzeszak musste seinen Torwart ersetzen. In der 75. Minute entschied der 37-jährige Erwin Schneider mit einem Schuss aus 40 Metern das Spiel vor 30.000 Zuschauern mit 1:0 für Bochum. Karl-Heinz Bunzendahl und Gerd Schirrmacher trugen den Siegtorschützen nach dem Spiel auf ihren Schultern vom Platz.
Anfang der 1960er Jahre war Erwin Schneider Trainer des SV Langendreer 04. Mit Langendreer stieg Schneider im Sommer 1962 aus der Landesliga Westfalen in die Verbandsliga Westfalen auf.

## Statistik
- 2. Oberliga West

| Einsätze | Tore | Saison  | Verein     |
| -------- | ---- | ------- | ---------- |
| 26       | 0    | 1949/50 | VfL Bochum |
| 24       | 3    | 1950/51 | VfL Bochum |
| 29       | 0    | 1951/52 | VfL Bochum |
| 30       | 0    | 1952/53 | VfL Bochum |
| 29       | 1    | 1955/56 | VfL Bochum |
| 138      | 4    | gesamt  | gesamt     |

- Oberliga West

| Einsätze | Tore | Saison  | Verein     |
| -------- | ---- | ------- | ---------- |
| 15       | 0    | 1947/48 | VfL Witten |
| 26       | 0    | 1953/54 | VfL Bochum |
| 28       | 0    | 1954/55 | VfL Bochum |
| 69       | 0    | gesamt  | gesamt     |